# Reineris Salas
Reineris Salas Pérez (17 de marzo de 1987) es un luchador cubano de lucha libre. Participó en los Juegos Olímpicos de Pekín 2008 en la categoría de 84 kg, consiguiendo un décimo puesto. Cinco veces compitió en Campeonatos Mundiales. Conquistó tres medallas, de plata en 2013 y 2014. Obtuvo la medalla de oro en los Juegos Panamericanos de 2015. Logró la medalla de oro en los Juegos Centroamericanos y del Caribe de 2014. Ganó cinco medallas en Campeonatos Panamericanos, de oro en 2006, 2009, 2010 y 2014. Tres veces representó a su país en la Copa del Mundo, en 2014 clasificándose en la primera posición. Tercero en Campeonato Mundial de Juniores de 2006 y 2007.

## Palmarés internacional
| Campeonato Mundial                   | Campeonato Mundial        | Campeonato Mundial | Campeonato Mundial |
| Año                                  | Lugar                     | Medalla            | Categoría          |
| ------------------------------------ | ------------------------- | ------------------ | ------------------ |
| 2010                                 | Moscú (Rusia)             | Medalla de bronce  | 84 kg              |
| 2013                                 | Budapest (Hungría)        | Medalla de plata   | 84 kg              |
| 2014                                 | Taskent (Uzbekistán)      | Medalla de plata   | 86 kg              |
| Juegos Panamericanos                 |                           |                    |                    |
| Año                                  | Lugar                     | Medalla            | Categoría          |
| 2015                                 | Toronto (Canadá)          | Medalla de oro     | 86 kg              |
| Juegos Centroamericanos y del Caribe |                           |                    |                    |
| Año                                  | Lugar                     | Medalla            | Categoría          |
| 2014                                 | Veracruz (México)         | Medalla de oro     | 86 kg              |
| Campeonato Panamericano              |                           |                    |                    |
| Año                                  | Lugar                     | Medalla            | Categoría          |
| 2006                                 | Río de Janeiro (Brasil)   | Medalla de oro     | 84 kg              |
| 2009                                 | Maracaibo (Venezuela)     | Medalla de oro     | 84 kg              |
| 2010                                 | Monterrey (México)        | Medalla de oro     | 84 kg              |
| 2014                                 | Ciudad de México (México) | Medalla de oro     | 86 kg              |
| 2016                                 | Frisco (Estados Unidos)   | Medalla de plata   | 97 kg              |